# Anastrepha quararibeae
Anastrepha quararibeae är en tvåvingeart som beskrevs av Lima 1937. Anastrepha quararibeae ingår i släktet Anastrepha och familjen borrflugor. Inga underarter finns listade i Catalogue of Life.